# Пиа Мария
Пиа Мария Аусерлехнер (нем. Pia Maria Außerlechner; род. 21 мая 2003) — австрийская певица. Представляла Австрию на конкурсе Евровидение-2022 вместе с диджеем LUM!X с песней «Halo».

## Биография
Пиа Мария родилась в регионе Тироль, Австрия. Имеет образование визажистки и работает в тирольском государственном театре в Инсбруке. Пишет собственные песни с 16 лет.
8 февраля 2022 года Пиа Мария вместе с LUM!X были выбраны австрийским вещателем представителями своей страны на Евровидение-2022 в Турине, Италия с песней «Halo».
Во время препати к Евровидению Пиа Мария получила критику за проблемы с голосом во время исполнения «Halo». Позже было подтверждено, что вокальные недостатки связаны с длительной болезнью рак потовой железы , а также по неопытности вокалистки в работе с ушными мониторами. Австрийская делегация наняла вокального тренера для работы с Пиа Марией для подготовки к конкурсу.
В первом полуфинале Австрия выступила под номером 13 и не смогла пройти в финал.